# والپرایزو (ایندیانا)
والپرایزو، ایندیانا (به انگلیسی: Valparaiso, Indiana) یک شهر در ایالات متحده آمریکا با جمعیت ۳۱٬۷۳۰ نفر است که در ایندیانا واقع شده‌است.

## موقعیت جغرافیایی
موقعیت جغرافیایی شهرها و مناطق اطراف به شرح زیر است: